# Bouzillage

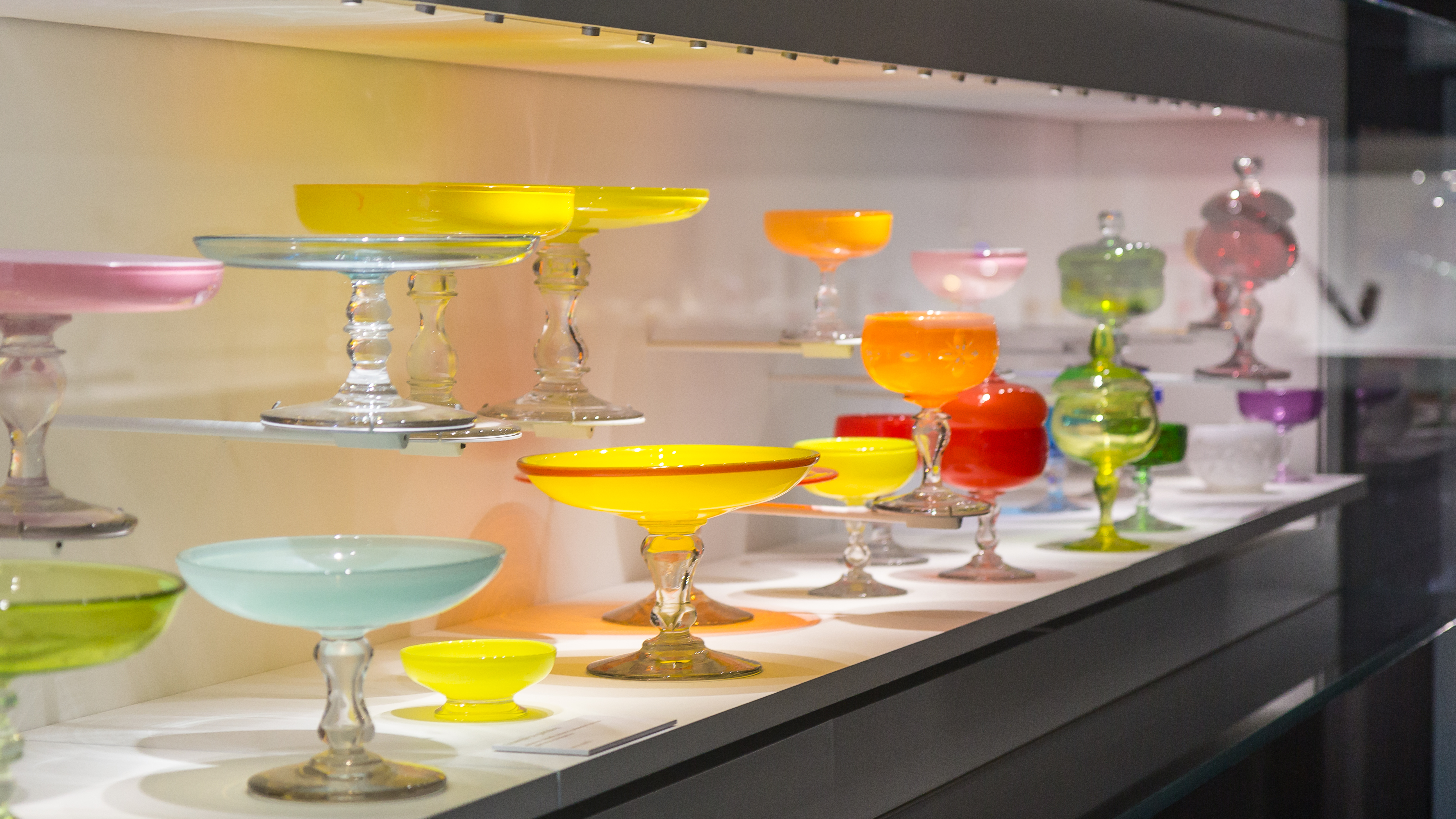
Bouzillage, Musée du verre de Sars-Poteries

Le bouzillage est une tradition qui permettait autrefois aux souffleurs de verre de produire des objets pour leur propre usage pendant les temps de repos, d'où le verbe bouziller. 
Une grande liberté se lit dans ces objets représentant parfois de véritables tours de force. Des innovations importantes pouvaient surgir et le gamin ou l'apprenti faisait ses armes.[pas clair] Bien entendu certaines de ces œuvres ne valaient par contre pas grand-chose, d'où le glissement vers le sens actuel du mot. 